# Лаутерах (Вюртемберг)
Лаутерах (нім. Lauterach) — громада в Німеччині, знаходиться в землі Баден-Вюртемберг. Підпорядковується адміністративному округу Тюбінген. Входить до складу району Альб-Дунай.
Площа — 13,77 км2. Населення становить 581 ос. (станом на 31 грудня 2020).